# Extremozyme
Extremozyme sind Enzyme, die oftmals durch extremophile Organismen produziert werden, unter extremen chemischen oder physikalischen Bedingungen funktionieren können und somit den produzierenden Organismen eine Anpassung an extreme Lebensbedingungen ermöglichen. 

Diese Bedingungen können sein:
- sehr hoher oder niedriger pH-Wert,
- sehr hohe oder niedrige Temperatur,
- hohe Salinität,
- hohe Methankonzentration,
- hoher hydrostatischer Druck,
- hohe Dosen ionisierender Strahlung,
- hohe Konzentration zerstörerischer Agenzien, wie Giftstoffe und Strahlung,
- nährstoffarme Umgebung,
- wasserarme Umgebung und weitere Faktoren.

Enzyme, die nicht an diesen extremen Bedingungen angepasst sind, denaturieren. Jenseits des Optimums vermindert sich die Enzymaktivität und es kommt irgendwann zum Erliegen. Einige Extremozyme, z. B. thermostabile DNA-Polymerasen wie die Taq-Polymerase oder die Pfu-Polymerase, finden auch praktische Anwendung (z. B. Polymerase-Kettenreaktion).